# Rimbach-près-Masevaux
Rimbach-près-Masevaux är en kommun i departementet Haut-Rhin i regionen Grand Est (tidigare regionen Alsace) i nordöstra Frankrike. Kommunen ligger i kantonen Masevaux som tillhör arrondissementet Thann. År 2022 hade Rimbach-près-Masevaux 433 invånare.

## Befolkningsutveckling
Antalet invånare i kommunen Rimbach-près-Masevaux
| Referens: INSEE |